# Nitriera

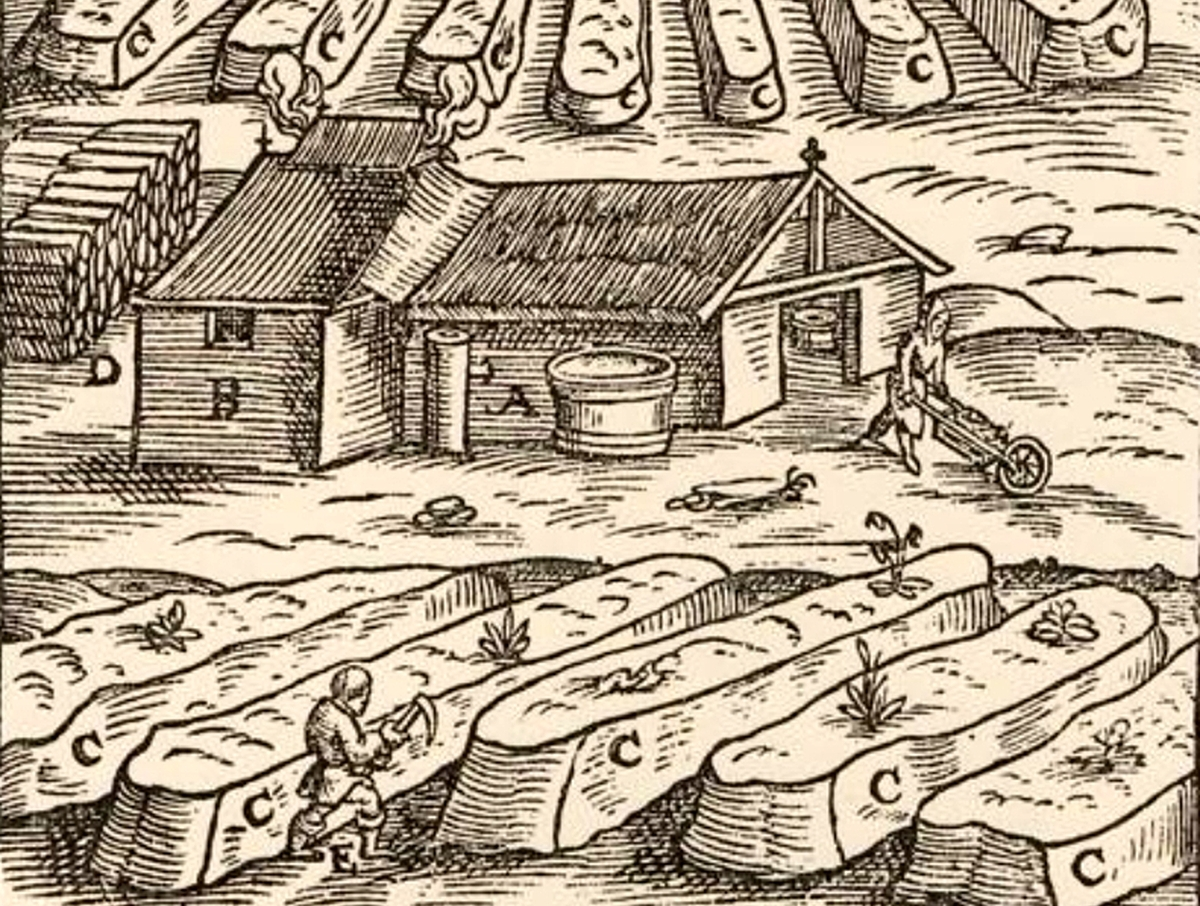
Una tipica fabbrica di salnitro (Germania, 1580) con serbatoi di lisciviazione (C) riempito con materiale vegetale in decomposizione mescolato con le feci. Un operaio raccoglie dalla superficie le efflorescenze di salnitro per poi passare ad un processo di ebollizione e purificazione nelle caldaia della fabbrica (A).

Una nitriera artificiale ( fabbrica di salnitro) è un luogo di produzione di nitrato di potassio o salnitro utilizzato in particolare per la fabbricazione della polvere da sparo.

## Fabbricazione
Il processo consisteva nel seppellimento di feci umane o animali nei campi, in letti di nitro, in una successiva irrigazione, attendendo che la lisciviazione facesse il suo lavoro. Dopo un po' si raccoglieva il salnitro "uscito" in superficie per azione dell'efflorescenza. Veniva poi immesso in una caldaia per un processo di purificazione per ebollizione.

### Storia
Oltre in "Montepellusanus", nel corso del XIII secolo l'unica fornitura di salnitro in tutta l'Europa cristiana era la Catalogna: "...saraceni apellant ipsum borax et credunt quod sit alumen. Et in Hispania invenitur versus Aragoniam in quodam monte juxta mare”, "et apellant ipsum hispani alumen acetum activum..."
Infatti nel 1561, Elisabetta I d'Inghilterra in guerra con Filippo II di Spagna, non riesce a importare il salnitro, dovendo pagare "300 £ oro" al capitano Tedesco Gerrard Honrik per il documento “Instructions for making salpetre to growe”
Nel 1783, Giuseppe Maria Giovene e Alberto Fortis scoprirono una "nitriera naturale" in una dolina carsica presso Molfetta, conosciuta come Pulo di Molfetta. I due scienziati scoprirono che il salnitro, in particolari condizioni di umidità e temperatura, si formava sulle pareti delle grotte della dolina. Prima della scoperta, le nitriere artificiali erano diffuse in tutto il Regno di Napoli: il letame veniva raccolto dal governo e usato per la produzione di salnitro, ingrediente fondamentale per la polvere da sparo. Dopo la scoperta della dolina, venne suggerito di utilizzare il letame in agricoltura, al fine di aumentare la produzione di derrate
La scoperta generò anche attriti; essa fu inizialmente messa in dubbio. Successivamente, il chimico Giuseppe Vairo e il suo allievo Antonio Pitaro confermarono la scoperta. Questa generò un danno ai produttori di salnitro artificiale, e alcuni studiosi, verosimilmente sostenuti dai produttori, cercarono di confutare la scoperta. Il salnitro era un ingrediente fondamentale nella produzione della polvere da sparo, e di conseguenza tali giacimenti rivestivano notevole interesse strategico. In seguito alla scoperta, i naturalisti di tutta Europa accorsero in gran numero per visitare il Pulo di Molfetta, inviati dalle loro accademie, e tra questi ci fu lo stesso professor Zimmermann, il quale scrisse anche una pubblicazione. Giovene, inoltre, non perse l'occasione per confrontarsi con gli studiosi con cui veniva in contatto per via della nitriera.
Presto il governo borbonico cominciò a estrarre salnitro dal Pulo di Molfetta e oggi la dolina contiene ancora i resti degli antichi impianti di estrazione del salnitro e ciò rende la dolina anche un sito di archeologia industriale. Pulo di Molfetta è al momento non aperto ai turisti.
In seguito, Giuseppe Maria Giovene scoprì che il salnitro si formava naturalmente anche in altri luoghi della Puglia.